# Puente de Peldar
El Puente Los Fundadores, conocido por su ubicación como Puente de Peldar es un puente atirantado de hormigón ubicado en Envigado (Colombia), que lleva la Avenida Las Vegas sobre la Calle 37 Sur. El puente fue concebido como parte del proceso de regeneración urbana del sector, y como símbolo de los avances que había tenido el país en la época. En 2004, un año después de que fue terminado, el puente ganó el Premio Excelencia en Concreto en la categoría Construcción de Obras Civiles, premio entregado por Asocreto.